# Раджабов, Рахим Раджабович
Рахим Раджабович Раджабов (1937 год, колхоз имени Ленина, Каракульский район, Бухарская область — 28 сентября 2020, Ташкент, Узбекистан) — государственный деятель Узбекистана, государственный секретарь Узбекистана.

## Биография
Родился в 1937 году в колхозе имени Ленина Каракульского района Бухарской области в семье служащих.
В 1960 году окончил Среднеазиатский политехнический институт в Ташкенте. По окончании института был направлен на завод «Ташсельмаш». Работал инженером-конструктором, технологом, мастером, начальником цеха.
Затем работал в Государственном конструкторском бюро по машинам для хлопководства начальником цеха, Государственного бюро по машиностроению союзного Минтракторсельмаша в Ташкенте, возглавлял Государственное специальное художественно-конструкторско-технологическое бюро Минместпрома республики.
Главный инженер производственного объединения «Узбексельмаш». Директор Ташкентского экскаваторного завода, директор завода «Алгоритм», генеральный директор государственного производственного объединения «Машхлопок» в Ташкенте. Член Центрального Комитета Коммунистической партии Узбекистана.
С 1990 по 1992 — заместитель председателя Кабинета Министров при президенте Узбекистана, с мая 1992 года стал — государственным секретарь при президенте Узбекистана. В декабре 1992 года в связи с упразднением должности госсекретаря был назначен заместителем премьер-министра Узбекистана.